# 宋天仪
宋天仪，(1979年3月7日—)，大连人，中國大陸電視演員。

## 生平
毕业于解放军艺术学院。

## 电视剧
- 2000年
  - 《变色牡丹》饰 金晶
  - 《古城童话》饰 唐巩
- 2001年
  - 《告别1925》饰 杨开慧
  - 《曹雪芹》饰 霁雪
  - 《情有千千劫》饰 迟小璐
- 2002年
  - 《北京寻梦》饰 刘月
- 2004年
  - 《红灯绿灯》饰 柳燕
  - 《记忆的证明》饰 青年顺姬
- 2005年
  - 《球爱俏佳人》饰 田娜
- 2007年
  - 《哑女情深》饰 白虹
  - 《黑吃黑》饰 苏晓彤
- 2008年
  - 《深圳湾》饰 陈花娥
  - 《八仙全传》饰 曹雅澜

## 电影
- 《丰城剑气》饰 倪香　导演：易　华
- 《最后的人质》饰 亮亮　导演：王　微
- 《团圆俩家亲》饰 如心　导演：陈东村